# Шато-де-Феррье
Шато-де-Феррье (фр. Château de Ferrières) (в русском написании встречаются варианты Шато-де-Ферьер, Шато-де-Ферре, Феррьер-ан-Бри) — французское шато, построенное с 1855 по 1859 год английским архитектором Джозефом Пакстоном по заказу Джеймса Майера Ротшильда. Право на владение шато передавалось по мужской линии по принципу первородства (примогенитура) до 1975 года, когда семья передала здание и земли Парижскому университету. Шато считается одним из крупнейших и богатейших замков XIX века и расположено на огромном участке земли в районе Феррье-ан-Бри департамента Сена и Марна, примерно в 26 км к востоку от Парижа.

## Ранняя история
Барон Джеймс Ротшильд приобрёл поместье площадью 7880 акров (около 3189 гектаров) у герцога Отрантского в 1829 году чтобы построить поместье близ Парижа. Барон пригласил известного архитектора Джозефа Пакстона, автора английского 
поместья Ментмор, построенного для кузена барона, Майера Амшеля Ротшильда (внука основателя династии Майера Амшеля Ротшильда, названного в его честь). По слухам, задание архитектору от владельца поместья звучало так: «Постройте мне Ментмор, только в два раза больше».
Замок был построен в стиле неоренессанса, вдохновлённого архитектурой эпохи Возрождения, с четырьмя башнями по краям и широкими террасами с видом на английский парк площадью  1.25 км2. В центре здания находится патио с застеклённой крышей размером 37 на 18 метров.  Автором скульптур атлантов и кариатид, поддерживающих колонны, был Шарль Кордье, а росписи зала выполнил Эженом Лами. Помимо частных апартаментов семьи Ротшильдов в замке было 80 гостевых комнат.
Английский писатель Эдмунд де Вааль в книге «Заяц с янтарными глазами» описывал интерьер замка так:
Вместо большого зала с привычной рыцарской и христианской атрибутикой в Шато-Феррьер был устроен внутренний двор на манер итальянской пьяццы, с четырьмя огромными воротами, которые вели в разные части дворца. Под потолком в духе Тьеполо расположилась галерея с гобеленами, изображавшими Триумфы, со скульптурными фигурами из черно-белого мрамора, с полотнами Веласкеса, Рубенса, Гвидо Рени и Рембрандта. А главное, там было очень много золота: золото на мебели, на рамах картин, на лепнине, на гобеленах, и повсюду красовались золоченые эмблемы Ротшильдов. Le goût Rothschild — «ротшильдовский вкус» — стал синонимом позолоты.
Торжественное открытие замка состоялось 16 декабря 1862, когда его посетил Наполеон III.

## Замок в кино
- Замок и его интерьеры фигурируют в сцене чёрной мессы в мистическом триллере Романа Полански «Девятые врата» (1999)[10].